# Waidmanns Heil/Liebe ist für alle da
Waidmanns Heil/Liebe ist für alle da è un singolo del gruppo musicale tedesco Rammstein, pubblicato il 16 aprile 2011 come quarto estratto dal sesto album in studio Liebe ist für alle da.

## Descrizione
Il singolo è stato pubblicato esclusivamente su 7" in occasione dell'annuale Record Store Day su iniziativa dell'etichetta finlandese Spinefarm Records in tiratura limitata a 300 copie.

## Tracce
Lato A
1. Waidmanns Heil – 3:33

Lato B
1. Liebe ist für alle da – 3:26

## Formazione
Gruppo
- Till Lindemann – voce
- Richard Z. Kruspe – chitarra
- Paul Landers – chitarra
- Oliver Riedel – basso
- Doktor Christian Lorenz – tastiera
- Christoph Doom Schneider – batteria

Altri musicisti (in Waidmanns Heil)
- Sven Helbig – arrangiamento orchestra, ottoni e coro
- Filmorchester Babelsberg – orchestra e ottoni
- Jörg Iwer – conduzione orchestra e ottoni
- Konzerterchor Dresden – coro
- Jörg Glenslein – conduzione coro

Produzione
- Jacob Hellner – produzione
- Rammstein – produzione
- Ulf Kruckenberg – ingegneria del suono
- Florian Ammon – ingegneria del suono
- Stefan Glaumann – missaggio
- Tom van Heesch – assistenza tecnica
- Erik Broheden – mastering
- Henrik Jonsson – mastering
- Michael Scully – assistenza alla registrazione
- Scott Church – assistenza alla registrazione
- Nico Essig – assistenza tecnica agli Henson Studio B
- Michael Schubert – registrazione orchestra e coro